# ديفيس نكاوسو
ديفيس نكاوسو (بالإنجليزية: Davies Nkausu)‏ (مواليد 1 يناير 1986 في لوساكا، زامبيا) هو لاعب كرة قدم زامبي.

## الألقاب

### النادي
سوبر سبورت يونايتد
- الدوري الجنوب أفريقي الممتاز: 2007-08، 2008-09، 2009-10

### المنتخب
زامبيا
- كأس الأمم الأفريقية: 2012

## روابط خارجية
- ديفيس نكاوسو على موقع قاعدة بيانات كرة القدم.إي يو (الإنجليزية)
- ديفيس نكاوسو على موقع ناشيونال فوتبول تيمز (الإنجليزية)
- ديفيس نكاوسو على موقع Soccerway.com (الإنجليزية)